# Alborán
Alborán je španělský ostrov v Alboránském moři, 85 km jižně od španělského pobřeží, 55 km severně od marockého pobřeží a 210 km východně od Gibraltaru. Administrativně patří městu Almería a je nejjižnějším bodem Andalusie. Má rozlohu 7,12 ha a nadmořskou výšku 15 metrů. Pod ostrovem je podzemní kanál nazývaný Cueva de Las Morenas, který je za dobrého počasí splavný. 100 m severovýchodně leží ještě menší ostrůvek Islote de La Nube o rozloze asi 200 m².
Španělsku náleží od roku 1540, kdy jej získalo v bitvě u Alboránu od tuniského piráta Al Boraniho. 1. října 1540 poblíž ostrova proběhla Alboránská bitva mezi španělským loďstvem vedeným Bernardinem de Mendozou a osmanským loďstvem, kterému velel Ali Hamet. V bitvě zahynulo 837 lidí a 437 jich bylo zajato. Naopak bylo osvobozeno 837 otroků. Jako první ostrov podrobně popsal rakouský arcivévoda a cestovatel Ludvík Salvátor Toskánský roku 1898. Rakouský mineralog Friedrich Becke zde v roce 1899 objevil nový druh magmatické horniny, kterou pojmenoval jako alboranita. V 60. letech 20. století se na ostrově pokoušeli vybudovat základnu sovětští rybáři. Poté zde Španělsko zřídilo stálou vojenskou posádku. V roce 1997 byla na ostrově a jeho okolí vyhlášena chráněná mořská oblast (Reserva Marina y Reserva de Pesca). V současné době je zde maják a od roku 1960 malá posádka španělského námořnictva s přistávací plochou pro vrtulníky a malým přístavem. Na ostrov si dělá územní nárok Maroko.